# Font de Sant Francesc
Font de Sant Francesc és una obra de Montblanc (Conca de Barberà) protegida com a Bé Cultural d'Interès Local.

## Descripció
Font realitzada en pedra, de quatre canelles. De figura esvelta, està formada per un cos que fa de base i per una estructura superior que s'hi recolza sobre quatre boles. Aquesta part, de forma triangular, està decorada per un escut coronat i encapçalada per la figura d'un vas.

## Història
Aquesta font es pot datar entre els anys 1850-1860. correspon a una època de grans construccions a la ciutat i a l'eixamplament urbà. Per aquest motiu la font està rodejada per una balustrada de pedra que forma una plaça al costat de l'Església de Sant Francesc.